# Corycaeus danae
Corycaeus danae är en kräftdjursart som beskrevs av Giesbrecht 1891. Corycaeus danae ingår i släktet Corycaeus och familjen Corycaeidae. Inga underarter finns listade i Catalogue of Life.